# فهید بن خلف‌الله
فهید بن خلف‌الله (عربی: فهيد بن خلف الله؛ زادهٔ ۹ اکتبر ۱۹۸۲) بازیکن فوتبال اهل تونس است.
از باشگاه‌هایی که در آن بازی کرده‌است می‌توان به باشگاه فوتبال بوردو، باشگاه فوتبال تروا، باشگاه فوتبال آمیان، باشگاه فوتبال آنژه، باشگاه فوتبال کان، باشگاه فوتبال والنسین، و باشگاه فوتبال ملبورن ویکتوری اشاره کرد.
وی همچنین در تیم ملی فوتبال تونس بازی کرده‌است.